# Les Mystères de la marée
Pour plus de détails, voir Fiche technique et Distribution.
Les Mystères de la marée est un téléfilm franco-belge réalisé par Lorenzo Gabriele sur un scénario de Laure Duthilleul et Lorenzo Gabriele, et diffusé pour la première fois en Belgique le 3 septembre 2023 sur La Une, en Suisse le 29 septembre 2023 sur RTS Un et en France le 30 septembre 2023 sur France 3.
Cette fiction, qui fait partie de la collection policière de France 3 Les Mystères de..., est une coproduction de Flach Film production, France Télévisions, AT-Production et la RTBF (télévision belge), avec la participation de la Radio télévision suisse (RTS) et de TV5 Monde, ainsi que le soutien de la région Nouvelle-Aquitaine et du département de la Charente-Maritime,.

## Synopsis
Alors que la gendarmerie a fort à faire depuis que l'océan rejette des dizaines de ballots de cocaïne sur la côte atlantique, la situation se complique lorsqu'elle découvre dans les dunes le corps du jeune Lucas Lagne, le fils de la propriétaire du chantier naval local.
La capitaine de gendarmerie Sarah Meunier mène l'enquête mais la procureure impose la présence à ses côtés de Ben, capitaine de la brigade des stups, et exige que les enquêtes relatives à la « marée blanche » et au meurtre du jeune Lucas soient coordonnées.
Mais il apparaît que Sarah et Ben se connaissaient il y a longtemps et ne se sont plus vus depuis que le compagnon de Sarah est mort dans un accident de voiture, laissant Sarah enceinte, puis maman d'une petite Lina qui est aujourd'hui une jeune fille de près de 18 ans perturbée par l'absence de père et par le lourd secret qui entoure ses origines.

## Fiche technique
- Titre français : Les Mystères de la marée
- Genre : Drame, policier
- Production : Sylvette Frydman, Jean-François Lepetit[1],[2]
- Sociétés de production : Flach Film production, France Télévisions, AT-Production et la RTBF[1],[2]
- Réalisation : Lorenzo Gabriele[1],[3],[4],[5]
- Scénario : Laure Duthilleul et Lorenzo Gabriele[1],[4],[5]
- Musique : David Imbault[3],[2],[5], Gabriel Marini
- Décors : Antoine Maron
- Costumes : François Jugé
- Photographie : Philippe Lardon
- Son : Stéphane Roché
- Montage : Laurence Bawedin
- Maquillage : Diane Duchêne
- Pays de production :  France /  Belgique
- Langue originale : français
- Format : couleur
- Durée : 90 minutes
- Dates de première diffusion :
  - Belgique : 3 septembre 2023 sur La Une[6],[7]
  - Suisse : 29 septembre 2023 sur RTS Un
  - France : 30 septembre 2023 sur France 3[8]

## Distribution
- Garance Thénault : capitaine de gendarmerie Sarah Meunier
- Christopher Bayemi : Ben, capitaine de la brigade des stups
- Kim Schwarck : gendarme Alexia
- Louise Marion : Lina, la fille de Sarah
- Julie Gayet : Émilie Lagne
- Jérémy Barrière : Lucas Lagne, le fils d'Émilie
- Stéphane Metzger : Sylvain Lansac, gestionnaire des chantiers navals Lagne et amant d'Émilie
- Martin Mille : Enzo Prat, meilleur ami de Lucas
- Olivier Charasson : Pascal Marchal, ex-comptable des chantiers navals Lagne
- David Van Severen : Rémy Brondin, ostréiculteur

## Production

### Genèse et développement
En 2016, Flach Film production a lancé la collection Les Mystères de... pour France 3 : sur les 7 films déjà produits dans cette collection, 4 ont été tournés en Charente-Maritime et un en Charente.
Comme l'explique la productrice Sylvette Frydman, qui est originaire de la région et plus particulièrement de l'île d'Aix : « Pour chacun de nos projets inscrits dans la collection, nous cherchons un sujet conceptuel qui permettra à l'intrigue criminelle d'entrée en résonance avec les vies personnelles de notre couple d'enquêteurs, à chaque fois différent. C'est cet effet miroir qui va leur permettre de faire connaissance, de se rapprocher et, parfois, de s'aimer, et pour le moins de faire un grand pas vers la résolution de leur propre dilemmes. Les Mystères de la marée aborde le thème du lien filial et les secrets qui peuvent l'entourer ».

### Attribution des rôles
Garance Thénault confie : « À la lecture du scénario, j'ai tout de suite senti une profonde envie de défendre le personnage de Sarah qui est un profil de femme comme j'en connais beaucoup : une femme courageuse, blindée, qui éprouve une sorte d'énergie très autonome et qui a parfois bâti des murs entre elles et les autres en pensant ainsi pouvoir mieux se protéger, elle et les siens. J’avais envie d’entrer dans cette carapace-là et de chercher l'endroit où elle pourrait s'entrouvrir pour qu'elle puisse de nouveau trouver le courage de la vulnérabilité, de l'espace pour l'autre, d'accueillir ses émotions et son histoire qu'elle se refusait à regarder en face ».
Pour Christopher Bayemi « Lorenzo Gabriele est un auteur-réalisateur très sensible, qui va à l'essentiel. En un regard ou en un mot, on comprend tout de suite ce qu'il attend de nous. Il sait ce qu'il veut, ce qui ne l'empêche pas de se laisser surprendre. Il aime les comédiens, avec lui ils ont leur place dans le processus d'écriture et de mise en scène. Clairement, il m'a donné toute sa confiance avant même les premières lecture du scénario. Il a tout de suite accepté ma proposition ».
De son côté, Julie Gayet explique : « Tout d'abord j'ai aimé l'histoire de cette femme qui, pour protéger son fils et son mari, leur cache un terrible secret. C'est toujours intéressant ces histoires de non-dit dans les familles qui finissent toujours par exploser et qui créent de la tragédie. Je crois que c'est ce personnage de tragédie que j'ai aimé. Et puis, évidemment, je suis sensible à la question des violences faites aux femmes et leurs conséquences sur la société. C'était important pour moi de raconter cela de la manière la plus juste possible. Enfin, comme pour tous les films et les projets dans lesquels je m'engage, la rencontre avec un réalisateur ou une réalisatrice est ce qui me décide à plonger dans un projet. Et là, en l'occurrence avec Lorenzo Gabriele, nous n'avons pas eu besoin de nous parler pour nous comprendre, nous parlons la même langue. Je pouvais y aller les yeux fermés ».

### Tournage
Le tournage se déroule du 29 mars au 26 avril 2023 à Rochefort et sur l'Île d'Oléron,,.
Comme le souligne le quotidien régional Sud Ouest « Flach Film Production est une habituée des lieux puisque cinq des sept films qui constituent la collection Mystères ont été tournés dans le département de la Charente-Maritime ». La productrice Sylvette Frydman, qui est originaire de l'île d'Aix, souligne « Nous sommes toujours très bien accueillis par le Département, la Ville de Rochefort et l'Agglo. Les bureaux qui s'occupent des tournages sont très efficaces et il y a ici un socle de techniciens et de figurants sur lesquels nous pouvons compter. Nous ne les engageons pas parce qu'ils sont d’ici mais parce qu'ils sont bons ! »,.
À propos de sa collaboration avec Garance Thénault, Christopher Bayemi confie : « Avec Garance Thénault, ma partenaire, tout a été limpide. Vraiment, je pense que nos personnalités et notre façon de travailler étaient complémentaires, ce qui aide beaucoup sur un tournage. Nous étions très à l'écoute l'un de l'autre et nous aimions nous « tracasser le cerveau » ensemble pour essayer de faire ressortir le meilleur des scènes. L'équilibre entre nous était parfait ».
De son côté, Julie Gayet ne tarit pas d'éloges envers le réalisateur Lorenzo Gabriele : « il fait confiance aux acteurs. Il aime être surpris et ne vous laisse jamais seul, il dirige comme un chef d'orchestre son équipe avec laquelle il collabore depuis longtemps, sans un mot, et se concentre sur le jeu, il écoute. Et j'ai pu m'abandonner dans le jeu… ».

## Accueil

### Accueil critique
Pour Émilien Hofman du magazine Moustique « Ce téléfilm épouse certes quelques traits classiques de l’enquête de police - secrets, relation ambivalente, course-poursuite - mais se regarde avec passion et intérêt, grâce notamment à la simplicité des deux acteurs principaux, Garance Thénault et Christopher Bayemi ».

### Diffusions et audience
En Belgique, le téléfilm, diffusé le 3 septembre 2023 sur La Une, est regardé par 318 960 téléspectateurs et se classe premier en termes d'audience.
En France, le téléfilm diffusé le 30 septembre 2023 sur France 3 a réuni 4 499 000 téléspectateurs, soit 24.8% de part d'audience, en tête devant la Coupe du monde de rugby à XV 2023 sur M6.